# Langona alfensis
Langona alfensis är en spindelart som beskrevs av Heciak, Prószynski 1983. Langona alfensis ingår i släktet Langona och familjen hoppspindlar. Inga underarter finns listade i Catalogue of Life.